# James Hutton
James Hutton (Edinburgh, 3 tháng 6 năm 1726 – 26 tháng 3 năm 1797) là nhà tự nhiên học, địa chất học, vật lý học, nhà sản xuất hóa chất và nhà nông học thực nghiệm người Scotland. Công trình của ông đã giúp thiết lập nên nền tảng của địa chất học hiện đại. Các giả thuyết của ông về địa chất và niên đại địa chất, còn được gọi là deep time, nằm trong các giả thuyết được gọi là thuyết hỏa thành và đồng nhất. Ông cũng được ghi nhận là nhà khoa học đầu tiên đã bày tỏ quan điểm Trái Đất là một thực thể sống và nên được xem là một siêu cơ quan (superorganism).